# Токійська затока

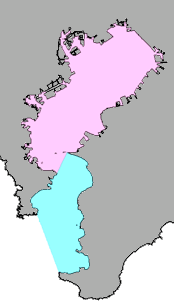
Токійська затока в широкому (блакитний + рожевий) і вузькому сенсі (рожевий).

Токійська затока яп. 東京湾, とうきょうわん, то̄кьо̄ ван) — затока на тихоокеанському узбережжі Японії в регіоні Канто острова Хонсю.

## Географія
У широкому сенсі Токійська затока — акваторія північніше лінії, яка зв'язує мис Цуруґі («Мис меча») півострова Міура та мис Су («Острівний мис») півострова Босо, включаючи в себе протоку Ураґа. Площа акваторії — 1320 км².
У вузькому сенсі — Токійська затока — акваторія північніше лінії, яка зв'язує мис Каннон («Мис бодхісаттви Каннон») півострова Міура та мис Фуццу («Мис багатого порту») півострова Босо. Площа акваторії — 922 км².
У затоку впадають річки Тама, Цурумі, Едо й Ара. Оскільки береги протоки Ураґа вузькі, відсоток морської води з океану, що змішується з річковими водами у північній частині затоки, невисокий. Це часто спричиняє цвітіння вод. На противагу цьому південна частина затоки перебуває під впливом теплої течії Куросіо і має солону гарну воду, яка є домівкою для південних риб і коралів.
У другій половині XIX—XX століття у Токійській затоці було зведено багато штучних островів, переважно під морські фортеці. Єдиним природним островом залишається острів Сару («Мавпячий острів»), що належить місту Йокосука префектури Канаґава.

## Інфраструктура
У Токійській затоці знаходиться багато портів. Серед них найбільшими є порти Йокогами, Токіо, Тіби, Кавасакі, Йокосуки і Кісарадзу. У порту Йокосуки знаходиться морська військова база Збройних Сил США в Японії та Морських Сил Самооборони Японії.
Затока має вихід до префектури Канаґави, Токіо і Тіби. На узбережжі цих префектур розташовані заводи та підприємства промислового району Токіо-Йокогама, важливого економічного центру Японії ще з XIX століття.
Віддавна піщані й мілководні береги і вати Токійської затоки рекультивувалися місцевими жителями. З XXI століття площа рекультивованих земель становить 249 км². На відвойованих у моря ділянках знаходяться Токійський Міжнародний аеропорт Ханеда і Токійський Дснейленд, третина площі міста Ураясу і весь район Міхама міста Тіба. Традиційно рекультивовані зони використовувалися під промислові підприємства, однак після 1990-х років вони служать спальними районами, центрами торгівлі тощо.
Токійська затока є важливим транспортно-торговельним вузлом. Через міста Кавасакі і Кісадзару проходять міст і підводний тунель Aqua-Line Токійської затоки. Пороми з'єднують обидва боки протоки Урагава.

## Історія
У 5-му — 4-му тисячоліттях до н. е. у зв'язку з таненням останнього льодовика води Токійської затоки займали площу в півтора раза більшу за сучасну, глибоко вклинюючись у русла річок Кантоської рівнини. З поступовим похолоданням затока набула сьогоденних обрисів. До XIX століття берегова лінія була віддалена від сучасної на 10—20 км вглиб острова Хонсю.
Токійська затока згадується у хроніках XI століття як стратегічно важлива місцевість, один з морських районів Східної Японії. У XIV—XVI століттях тут активно діяли японські пірати. У XVI столітті затока була місцем постійних боїв самурайських флотилій родів Сатомі і Ходзьо.
У XVI—XIX століттях Токійська затока називалася Едоським морем, Едоською затокою або Внутрішньою затокою, оскільки знаходилась перед Едоським замком, головною фортецею сьоґунату Токуґава.
У 1850-х роках Токійська затока стала місцем переговорів японського уряду з іноземними делегаціями, що привели до скасування режиму «ізоляції» Японії від Заходу.
2 вересня 1945 року на борту лінкора США «Міссурі», що стояло в затоці, було підписано акт капітуляції Японії й закінчено Другу світову війну.